# Xanthocryptus robustus
Xanthocryptus robustus là một loài tò vò trong họ Ichneumonidae.